# 大阪市立東桃谷小学校
大阪市立東桃谷小学校（おおさかしりつ ひがしももだに しょうがっこう）は、大阪府大阪市生野区にある公立小学校。

## 概要
プールは、南隣にある大阪市立勝山中学校体育館の屋上に併設されている。また近隣にある大阪府立生野聴覚支援学校と長年にわたって交流の取り組みをおこなっている。
大阪市鶴橋第一尋常小学校（現在の大阪市立鶴橋小学校）・大阪市生野尋常小学校（現在の大阪市立生野小学校）の2校の校区を再編し、1930年に創立した。
かつて北隣に大阪府立生野高等聾学校（2006年3月廃校）があったが、同校廃校に伴い、大阪市は2007年に元同校敷地を大阪府から買収し、東桃谷小学校の拡張用地とした。

## 沿革
- 1930年11月10日 - 大阪市生野第二尋常小学校として開校。
- 1941年4月1日 - 国民学校令により、大阪市東桃谷国民学校に改称。
- 1944年 - 奈良県生駒郡生駒町・南生駒村（現在の生駒市）へ集団疎開。
- 1947年4月1日 - 学制改革により、大阪市立東桃谷小学校に改称。
- 1967年2月24日 - 校歌制定。
- 1995年10月7日 - 屋上プール竣工。
- 2004年5月14日 - 民族学級を開設。

## 通学区域
- 大阪市生野区 勝山北2丁目・3丁目の全域。
- 大阪市生野区 勝山北4丁目、勝山南2丁目・3丁目、桃谷2丁目・3丁目、生野東1丁目・3丁目のそれぞれ一部。
卒業生は大阪市立桃谷中学校（旧大阪市立勝山中学校）に進学する。

## 交通
- 大阪環状線桃谷駅 東へ約1km。
- 大阪シティバス 勝山中学校前バス停、生野区役所バス停。